# Паразитарна інвазія
Паразитарна інва́зія (лат. invasio — нашестя, напад) — медичний і біологічний термін, який визначає сукупність процесів, які відбуваються під час інфекційного процесу — взаємодії збудника і організму хазяїна, коли збудником є паразити.
В епідеміології та паразитології інвазією називають:
- факт проникнення паразитів в організм хазяїна, тобто зараження, зазвичай, паразитичними грибками, найпростішими, гельмінтами або іншими паразитами (чи, в більш вузькому сенсі, проникнення паразитів через епітеліальні бар'єри хазяїна — наприклад, інвазивний аспергільоз легень, на відміну від неінвазивного).
- самі хвороби, які спричинюють паразитарні збудники:

- грибкові інвазії, які зумовлюють системні мікози — аспергільоз, криптококоз, гістоплазмоз, пневмоцистоз тощо;
- протозойні інвазії (протозойні хвороби або інфекції) — малярія, лейшманіози тощо;
- гельмінтози — аскаридоз, трихоцефальоз, ехінококоз тощо.

Ці хвороби відносять й до інфекційних.
Інвазія може відбуватися активно, коли паразит проникає в організм хазяїна через пошкоджені та непошкоджені шкірні покрови, або пасивно, коли паразит вноситься в організм з водою чи їжею.